# Гайки (Житомирський район)
Гайки́ — село в Україні, у Хорошівській селищній територіальній громаді Житомирського району Житомирської області. Чисельність населення становить 60 осіб (2001).

## Населення
Наприкінці 19 століття в селі налічувалося 232 жителі, дворів — 36.
У 1906 році кількість мешканців становила 230, дворів — 36, у 1923 році — 301 мешканець, дворів — 38.
Відповідно до результатів перепису населення СРСР, кількість населення станом на 12 січня 1989 року становила 91 особу. Станом на 5 грудня 2001 року, відповідно до перепису населення України, кількість мешканців села становила 60 осіб, з них усі зазначили рідною українську мову.

## Історія
Наприкінці 19 століття — село Горошківської волості Житомирського повіту Волинської губернії, за 55 верст від Житомира.
У 1906 році — сільце Горошківської волості (1-го стану) Житомирського повіту Волинської губернії. Відстань до повітового та губернського центру м. Житомир становила 49 верст, від волосного центру, містечка Горошки — 7 верст. Найближче поштово-телеграфне відділення розміщувалося в Горошках.
У 1923 році включене до складу новоствореної Катеринівської сільської ради, яка 7 березня 1923 року увійшла до складу новоутвореного Кутузівського (згодом — Володарський, Володарсько-Волинський) району Коростенської округи. Розміщувалося за 10 верст від районного центру містечка Кутузове та за 2 версти від центру сільської ради, с. Катеринівка.
11 серпня 1954 року, внаслідок об'єднання сільських рад, село підпорядковане Будо-Рижанській (згодом — Радицька) сільській раді Володарсько-Волинського району Житомирської області. 30 грудня 1962 року, в складі сільської ради, передане до Черняхівського району Житомирської області, 8 грудня 1966 року повернуте до складу відновленого Володарсько-Волинського (згодом — Хорошівський) району.
12 червня 2020 році, відповідно до розпорядження Кабінету Міністрів України № 711-р «Про визначення адміністративних центрів та затвердження територій територіальних громад Житомирської області», територію та населені пункти Радицької сільської ради включено до складу Хорошівської селищної територіальної громади Житомирського району Житомирської області.